# Joseph Planckaert
Joseph Planckaert, detto Jef (Poperinge, 5 maggio 1934 – Otegem, 22 maggio 2007), è stato un ciclista su strada belga, professionista dal 1954 al 1965.
Passista, vinse la Liegi-Bastogne-Liegi nel 1962 e una tappa al Tour de France.

## Carriera

### I primi anni
Dopo una buona carriera tra i dilettanti passò professionista come indipendente nel 1954 a vent'anni.
Il primo successo importante fu il Grand Prix d'Isbergues in Francia. In seguito vinse anche la Kuurne-Bruxelles-Kuurne nel 1955 e nel 1960 e l'Omloop Het Volk nel 1958. Ottenne anche podi nelle classiche: terzo alla Milano-Sanremo nel 1956, secondo al Giro delle Fiandre l'anno successivo e terzo alla Liegi-Bastogne-Liegi del 1960. Nel 1961 vinse la sua unica tappa al Tour de France e si classificò settimo al Mondiale di Berna.

### Flandria e Faema
La sua migliore stagione della sua carriera fu il 1962. Vinse la Parigi-Nizza, la Liegi-Bastogne-Liegi, una tappa e la classifica generale al Giro del Lussemburgo e il campionato nazionale. In luglio si classificò secondo al Tour de France a quasi 5 minuti da Jacques Anquetil dopo aver indossato per sette giorni consecutivi la maglia gialla. Al Mondiale di Salò fu costretto al ritiro.
Nel 1963 vinse per la terza volta la Quattro Giorni di Dunkerque e l'anno seguente ottenne un buon quarto posto alla Liegi-Bastogne-Liegi.

### Il ritiro e la morte
Si ritirò nel 1965 a soli trentun'anni dopo dodici stagioni da professionista e più di sessanta vittorie. Nel 1966 fu direttore sportivo della Flandria, affiancando Alberic Schotte.
Morì il 22 maggio 2007 a settantatré anni dopo una lunga malattia. Nel 2009 è stata installata una statua dello scultore Carlos Cuwelier nel centro di Otegem, città di residenza del campione belga.

## Palmarès
- 1952 (Dilettante)

Gent-Lauwe
- 1953 (Dilettante)

Gent-Lauwe
- 1954 (Indipendente e Alcyon, cinque vittorie)

Waregem-Petegem
Bruxelles-Liège
Grand Prix d'Isbergues
Gent-Staden
Grote Lenteprijs
- 1955 (Alcyon e Elvé-Peugeot, tre vittorie)

Omloop der Zuid-West-Vlaamse
Kuurne-Bruxelles-Kuurne
Circuit des Monts du Sud-Ouest
- 1956 (Elvé-Peugeot, tre vittorie)

3ª tappa Ronde van België (Stavelot)
4ª tappa Tour de Suisse (Grindelwald)
Grote Prijs Marcel Kint
- 1957 (Peugeot, tre vittorie)

4ª tappa Quatre jours de Dunkerque (Dunkerque, cronometro)
Classifica generale Quatre jours de Dunkerque
Grand Prix de Dunkerque
- 1958 (Carpano, due vittorie)

Omloop Het Volk
Grote Prijs Marcel Kint
- 1959 (Carpano, una vittoria)

Nationale Sluitingsprijs
- 1960 (Wiel's, quattro vittorie)

4ª tappa Deutschland Tour (Hanau)
Kuurne-Bruxelles-Kuurne
Classifica generale Quatre jours de Dunkerque
Grote Prijs Brasschaat
- 1961 (Wiel's, quattro vittorie)

6ª tappa Tour de France (Strasburgo > Belfort)
Grote Prijs Brasschaat
Grote Prijs Marcel Kint
Grote Prijs Georges Desplenter
- 1962 (Flandria, nove vittorie)

Witte Donderdagprijs
Classifica generale Paris-Saint Étienne
Paris-Saint Jean d'Angély
Classifica generale Paris-Nice
Liegi-Bastogne-Liegi
3ª tappa Tour de Luxembourg
Classifica generale Tour de Luxembourg
Campionati belgi, Prova in linea
Grote Prijs Marcel Kint
- 1963 (Faema, tre vittorie)

5ª tappa, 2ª semitappa Quatre jours de Dunkerque
Classifica generale Quatre jours de Dunkerque
Grote Prijs Georges Desplenter
- 1964 (Flandria, tre vittorie)

5ª tappa, 2ª semitappa Giro di Sardegna (Santa Teresa di Gallura > Alghero)
Grand Prix du Tournaisis
Stadsprijs Geraardsbergen

### Altri successi
- 1954 (Indipendente e Alcyon)

Liedekerke (Kermesse)
Langemark (Kermesse)
- 1956 (Alcyon)

Moorsele (Kermesse)
Kortrijk (Kermesse)
Classifica scalatori Tour de Suisse
- 1957 (Peugeot)

Sint-Amands (Kermesse)
Diksmuide (Kermesse)
- 1958 (Carpano)

Trofeo Fenaroli (Criterium)
- 1959 (Carpano)

Beernem (Kermesse)
Vichte (Kermesse)
- 1960 (Wiel's)

Vichte (Kermesse)
- 1961 (Wiel's)

Gullegem (Kermesse)
Oostende (Kermesse)
Wortegem (Kermesse)
- 1962 (Flandria)

4ª tappa Ronde van België (Ostenda, cronosquadre)
6ª tappa Tour de France (Herentals, cronosquadre)
Visé (Kermesse)
Grand Prix du Parisien (Cronosquadre)
- 1963 (Faema)

Ploërdut (Kermesse)
Grote Prijs Stad Kortrijk (Kermesse)
Wortegem (Kermesse)
- 1964 (Flandria)

Wetteren (Derny)
Kemzeke (Kermesse)
- 1965 (Solo)

Ruiselede (Kermesse)

## Piazzamenti

### Grandi Giri
- Tour de France

1957: 16º
1958: 6º
1959: 17º
1960: 5º
1961: 15º
1962: 2º
1963: ritirato (12ª tappa)
1964: non partito (9ª tappa)
1965: 56º
- Giro d'Italia

1958: 20º
1962: ritirato
- Vuelta a España

1965: 19º

### Classiche monumento
- Milano-Sanremo

1956: 3º
1957: 5º
1958: 88º
1959: 35º
1961: 34º
1962: 26º
1963: 71º
1964: 30º
- Giro delle Fiandre

1957: 2º
1960: 11º
1961: 21º
1962: 6º
1963: 28º
1964: 27º
1965: 13º
- Parigi-Roubaix

1955: 10º
1957: 58º
1958: 42º
1959: 31º
1960: 13º
1961: 41º
1962: 4º
1963: 10º
1964: 13º
1965: 33º
- Liegi-Bastogne-Liegi

1956: 27º
1957: 5º
1960: 3º
1961: 10º
1962: vincitore
1964: 4º
- Giro di Lombardia

1956: 36º
1963: 12º

### Competizioni mondiali
- Campionati del mondo

Reims 1958 - In linea: 20º
Karl-Marx-Stadt 1960 - In linea: 11º
Berna 1961 - In linea: 7º
Salò 1962 - In linea: ritirato
Ronse 1963 - In linea: 24º